# Markéta Zehrerová
Markéta Zehrerová (* 22. březen 1976 Praha) je česká zpěvačka, známá především jako představitelka hlavních rolí v muzikálech. Zpěv studovala na Pěvecké konzervatoři Praha u prof. Svatavy Černé a od roku 1999 na Konzervatoři Jaroslava Ježka, kde absolvovala v roce 2003.

## Činnost
Od roku 2000 vystupuje s kapelou Boom!Band. Působila čtyři roky v divadle Semafor.
Ztvárnila roli Fulvie v muzikálu Kleopatra. Vystupovala v muzikálu Johanka z Arku. Role Mylady a královny Anny v muzikálu Tři mušketýři. Hrála ve filmech Jiřího Suchého Královna bublin (1999) a Zajatec lesa (2001).